# Chasing the Grail
Chasing The Grail es el cuarto álbum de la banda de Heavy metal Fozzy, liderada por el luchador profesional Chris Jericho. El álbum salió a la venta el 26 de enero de 2010.

## Información del álbum
Fozzy firmó en 2009 un contrato con Riot Entertainment y se pusieron a trabajar en un nuevo álbum. El verano de ese año ya estuvo terminado, aunque el álbum tardaría en salir. El 8 de septiembre saldría a la venta el primer sencillo "Martyr No More", el cual sería utizado como la canción oficial del Royal rumble 2010. El 16 de octubre fue liberado el segundo sencillo "Let The Madness Begin". Y ya en marzo de 2010 saldría el tercer y último sencillo "Broken Soul".

## Lista de canciones
Todas las canciones escritas y compuestas por Rich Ward y Chris Jericho, excepto donde se indica lo contrario. 
| Chasing the Grail |                                           |                             |          |  |
| N.º               | Título                                    | Escritor(es)                | Duración |  |
| 1.                | «Under Blackened Skies»                   | Ward, Jericho, Eric Sanders | 5:32     |  |
| 2.                | «Martyr No More»                          |                             | 4:36     |  |
| 3.                | «Grail»                                   |                             | 5:09     |  |
| 4.                | «Broken Soul»                             |                             | 4:09     |  |
| 5.                | «Let the Madness Begin»                   |                             | 3:47     |  |
| 6.                | «Pray for Blood»                          |                             | 5:11     |  |
| 7.                | «New Day's Dawn»                          |                             | 4:34     |  |
| 8.                | «God Pounds His Nails»                    |                             | 4:20     |  |
| 9.                | «Watch Me Shine»                          |                             | 3:38     |  |
| 10.               | «Paraskavedekatriaphobia (Friday the 13)» |                             | 5:26     |  |
| 11.               | «Revival»                                 | Ward                        | 4:47     |  |
| 12.               | «Wormwood»                                | Jericho, Mike Martin        | 13:52    |  |
| 65:01             |                                           |                             |          |  |

## Personal
- Chris Jericho – voz
- Rich Ward – guitarra, coro
- Sean Delson – bajo
- Frank Fontsere – batería[3]